# Guenoa-minuanes
Los guenoa-minuanes, guinuanes, guenoas o minuanes, fueron un grupo indígena que habitó parte de los actuales territorios de Argentina, Uruguay y Brasil.
Al momento de la llegada de los conquistadores españoles al Río de la Plata, los guenoa-minuanes se encontraban al noroeste de la Banda Oriental del Río Uruguay y al sureste de Río Grande del Sur (en donde recibieron el nombre de guenoas) y al sur de Entre Ríos (en donde recibieron el nombre de minuanes), sin embargo a pesar de recibir distintos nombres el consenso actual es que se trataba de un mismo grupo étnico.
Entre los charrúas y los guenoa-minuanes existía un estado de guerra permanente, con exterminio de prisioneros. Las guerras las hacían por “robarse unos a otros sus caballos y mujeres”. Sin embargo el establecimiento de los europeos en la costa del Río de la Plata llevó al desplazamiento de los Charrúas hacia el norte que terminaron por aliarse en contra de los europeos.